# Hugo von Becker
Carl Hugo von Becker, född 2 april 1834 i Helsingfors, död 1 december 1911 i München, var en finländsk stilistiker, litteraturhistoriker, språklärare och översättare.

## Biografi
Carl Hugo von Becker var son till språkforskaren Reinhold von Becker och Karolina Idestam. Han avlade studentexamen år 1851. Han bedrev akademiska studier i Tyskland, Frankrike och Schweiz.
Han verkade som lärare i stilistik och litteraturhistoria vid Helsingfors svenska normallyceum samt undervisade i franska och svenska språket vid ett svenskt privatlyceum. Han tillbringade även tid som bosatt i Frankrike. 
Becker var aktiv som författare och redaktör, särskilt inom barnlitteratur och folkbildande texter. Han skrev sagor, redigerade läsning för unga samt översatte internationell litteratur till svenska och finska.

## Verk
- Sagor: Illustrerad av J.A-g. Helsingfors 1877. 127 s.
- Guffars sagor: Gamla och nya historier. Illustrerad av Carl Larsson. Stockholm: Albert Bonniers Förlag, 1885. 224 s.
- Skrynkelben: Stockholm: Bonniers småbarnsböcker 12, 1929. 76 s.

## Översättningar
- Robert Burns: Sånger och ballader (1854) - Prisbelönt av Historisk-Filologiska Fakulteten